# Sphyrospermum sessiliflorum
Sphyrospermum sessiliflorum är en ljungväxtart som beskrevs av J.L. Luteyn. Sphyrospermum sessiliflorum ingår i släktet Sphyrospermum och familjen ljungväxter. Inga underarter finns listade i Catalogue of Life.